# Ngân Chi
Ngân Chi (sinh ngày 24 tháng 11 năm 2011) là một diễn viên nhí người Việt Nam.

## Tiểu sử
Ngân Chi tên đầy đủ Nguyễn Ngọc Ngân Chi, sinh ngày 24 tháng 11 năm 2011 tại Thành phố Hồ Chí Minh. Tuy sinh ra trong gia đình không ai theo nghệ thuật nhưng Ngân Chi bén duyên với diễn xuất từ lúc 4 tuổi. Theo lời kể của mẹ Ngân Chi thì từ nhỏ Chi đã chậm nói và nhút nhát nên gia đình tạo điều kiện để Ngân Chi tham gia diễn xuất để dạn dĩ hơn. Đến nay Ngân Chi đã tham gia một số bộ phim điện ảnh như Anh thầy ngôi sao, Đôi mắt âm dương, Vu quy đại náo, Chàng vợ của em, Nắng 3: Lời hứa của cha, Bố già.

## Phim đã tham gia

### Truyền hình
| Năm  | Tựa phim                        | Đạo diễn                                    | Kênh   | Nguồn |
| ---- | ------------------------------- | ------------------------------------------- | ------ | ----- |
| 2016 | Nó là con tôi                   | Lê Lộc                                      | SCTV14 |       |
| 2018 | Gạo nếp gạo tẻ                  | Võ Thạch Thảo                               | HTV2   |       |
| 2019 | Tình mẫu tử                     | Hoàng Tuấn Cường                            | THVL1  |       |
| 2019 | Đánh cắp giấc mơ                | Nguyễn Phương Điền / Huỳnh Long Trung Nghĩa | VTV3   |       |
| 2020 | Hổng cần đàn ông                | Chu Thiện                                   | VTV9   |       |
| 2020 | Gia đình hòa thuận              | Trần Minh Ngân                              | VTV9   |       |
| 2020 | Cha nuôi                        | Nguyễn Quang Minh                           | VTV3   |       |
| 2020 | Ông bố hoàn hảo                 | Hạnh Thúy                                   | VTV3   |       |
| 2020 | Vụ bắt cóc lạ kỳ                | Nguyễn Quang Minh                           | VTV3   |       |
| 2020 | Gạo nếp gạo tẻ 2                | Nguyễn Hoàng Anh                            | HTV2   |       |
| 2020 | Tinh đầu Vấn Vương              | Nguyễn Quang Minh                           | VTV3   |       |
| 2020 | Nhạc kịch Nhà Hát Những Giấc Mơ | Lại Bắc Hải Đăng                            | VTV3   |       |
| 2021 | Mẹ ác ma cha thiên sứ           | Vũ Ngọc Đãng                                | K+1    |       |
| 2021 | Cô vi ơi là cô vi               | Nguyễn Trọng Hải                            | HTV7   |       |
| 2021 | Anh là hậu phương của em        | Hạnh Thúy                                   | VTV3   |       |
| 2022 | Tạp hoá năm châu                | Nguyễn Tấn Trực                             | HTV7   |       |
| 2022 | Người cha không mong đợi        |                                             | VTV3   |       |
| 2022 | Gia đình khó dễ                 | Trung Hiếu                                  | THVL1  |       |
| 2023 | Nhạc kịch Cái Tết Của Mèo Con   | Lại Bắc Hải Đăng                            | VTV3   |       |

### Điện ảnh
| Năm  | Tựa phim                | Đạo diễn                  | Nguồn |
| ---- | ----------------------- | ------------------------- | ----- |
| 2018 | Ở đây có nắng           | Đỗ Nam                    |       |
| 2018 | Chàng vợ của em         | Charlie Nguyễn            |       |
| 2019 | Vu quy đại náo          | Lê Thiện Viễn             |       |
| 2019 | Anh thầy ngôi sao       | Đỗ Đức Thịnh              |       |
| 2019 | Nắng 3: Lời hứa của cha | Đồng Đăng Giao            |       |
| 2020 | Đôi mắt âm dương        | Nhất Trung                |       |
| 2021 | Bố già                  | Trấn Thành - Vũ Ngọc Đãng |       |
| 2023 | Nhà bà Nữ               | Trấn Thành                |       |
| 2023 | Con Nhót Mót Chồng      | Vũ Ngọc Đãng              |       |
| 2024 | Lật mặt 7: Một điều ước | Lý Hải                    |       |

### Web Drama
| Năm  | Tựa phim                             | Nguồn |
| ---- | ------------------------------------ | ----- |
| 2018 | Truyền nhân quan nhị ca              |       |
| 2019 | Ghe bẹo ghẹo ai                      |       |
| 2019 | Hiếu bến tàu                         |       |
| 2019 | Bà 5 Bống ( phần 2)                  |       |
| 2019 | Những đứa con từ trên trời rơi xuống | MCV   |
| 2020 | Xin chào papa                        |       |
| 2020 | Mẹ mẹ con con                        |       |

## Giải thưởng
| Năm  | Giải thưởng                        | Hạng mục                      | Tác phẩm đề cử           | Kết quả   | Nguồn |
| ---- | ---------------------------------- | ----------------------------- | ------------------------ | --------- | ----- |
| 2018 | Liên hoan kịch nói toàn quốc 2018  | Diễn viên nhỏ tuổi triển vọng | Thiên thần nhỏ của tôi   | Đoạt giải |       |
| 2020 | Giải thưởng Ngôi Sao Xanh          | Diễn viên triển vọng          | Nắng 3 – Lời hứa của cha | Đoạt giải | [ 7 ] |
| 2020 | Giải Cánh diều                     | Diễn viên triển vọng          | Nắng 3 – Lời hứa của cha | Đoạt giải | [ 8 ] |
| 2021 | Liên hoan phim Việt Nam lần thứ 22 | Nữ diễn viên phụ xuất sắc     | Bố già – Nắng 3          | Đoạt giải | [ 9 ] |